# Rauris
Rauris – gmina targowa w Austrii, w kraju związkowym Salzburg, w powiecie Zell am See, w Raurisertal. Liczy 3056 mieszkańców (1 stycznia 2015).